# Hannah Mancini
Hannah Mancini (født 22. januar 1980) er en slovensk-amerikansk sanger. Hun repræsenterede Slovenien ved Eurovision Song Contest 2013 med sangen "Straight Into Love", men kvalificerede sig ikke til finalen.